# Etesische wind

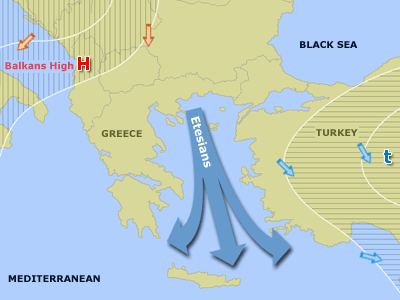
Optreden van de etesische wind tussen een hoge- en lagedrukgebied

De etesische wind, in het Grieks ook meltemi (μελτέμι) en het Turks meltem, is een sterke, droge wind, die in de zomermaanden over de Egeïsche Zee waait. De naam is afgeleid van het Griekse woord etesios (ἐτήσιος) wat jaarlijks betekent. De wind komt uit het noorden en waaiert in het zuidelijke deel uit over een gebied tot aan de Peloponnesos, Kreta en de eilanden van de Dodekanesos. De etesische wind is aangenaam koel en zorgt voor helder weer met goed zicht. Meestal is de wind 's middags het sterkst met een windsnelheid van 4-5 Bft en flauwt 's nachts af. Soms kan de wind echter ook dagenlang onafgebroken waaien met windkracht 8 of meer. 
Voor zeilers is de etesische wind enerzijds gevaarlijk omdat hij bij heldere hemel zonder waarschuwing plotseling kan opsteken, anderzijds zorgt hij voor mooi zeilweer met gestage wind.